# Koya Tanio
Koya Tanio (født 29. maj 1992) er en japansk professionel fodboldspiller.
Han har spillet for flere forskellige klubber i sin karriere, herunder Kawasaki Frontale og Gainare Tottori.